# 1981 v letectví
Tento článek obsahuje seznam událostí souvisejících s letectvím, které proběhly roku 1981.

## Události

### Leden
- 18. ledna – Bell Helicopter dodává svůj 25 000. vrtulník

### Únor
- 1. února – ve věku 88 let umírá Donald Douglas
- 18. února – ve věku 95 let umírá Jack Northrop

### Červen
- 7. června – izraelské letouny F-16 Fighting Falcon bombardují irácký jaderný reaktor v Osiraku

## První lety
- Jakovlev Jak-55
- Mjasiščev VM-T

### Leden
- 1. ledna – Lear Fan 2100, N626BL

### Březen
- 27. března – Aerotec Tangará
- 28. března – Dornier 228, D-IFNS

### Duben
- 10. dubna – SIAI Marchetti S.211, I-SITF
- 15. dubna – Dassault-Breguet Guardian

### Červen
- 18. června – F-117 Nighthawk

### Září
- 3. září – BAe 146, G-SSSH
- 26. září – Boeing 767, N767BA

### Listopad
- 5. listopadu – AV-8B Harrier II, 161396

### Prosinec
- 17. prosince – Hughes NOTAR
- 21. prosince – Tupolev Tu-160